# Arkona (polnische Band)
Arkona ist eine 1993 in Syców, Polen gegründete Pagan- und Black-Metal-Band.

## Geschichte
Gegründet wurde Arkona im Jahr 1993 im polnischen Syców durch die Gitarristen Thomasz „Khorzon“ Kubica und Pitzer sowie durch den Sänger Messiah. Nach einigen Wechseln in der Bandbesetzung besteht die Gruppe aus Gründungsmitglied Khorzon, sowie aus dem Bassisten Dariusz „Drac“ Rauer, dem zweiten Gitarristen Nechrist und Krysztof „Zaala“ Zalewski. Khorzon und Drac fungieren des Weiteren als Sänger in der Band.
Arkona veröffentlichten bisher sechs vollwertige Studioalben, welche teilweise neu aufgelegt wurden. Das 1999 in Eigenvertrieb herausgegebene Album Zeta Reticuli: A Tale About Hatred and Total Enslavement wurde mehrfach neu herausgeben; 2001 über Eclipse Productions und 2017 beim chinesischen Label Pest Productions. Das 2016 veröffentlichte, von M. von Mgła produzierte, sechste Studioalbum Lunaris erschien über dem französischen Label Debemur Morti. Eine 1997 erschienene Kompilation namens An Eternal Curse of the Pagan Godz, dass zuvor als Demo herausgebracht wurde, bei Folter Records.

## Ideologie
Die Band steht in Verdacht rechtsextremes Gedankengut zu verbreiten. Bekräftigt wird dieser Verdacht durch die Tatsachen, dass die früheren Bandmitglieder Jerzy „Triumphator“ Rataj und Namtar in anderen politisch fragwürdigen Bands aktiv sind bzw. waren. So spielte Triumphator in den rechtsextrem eingestuften Bands Infernal War und Thunderbolt, während Namtar bei Massenmord aktiv war.
Auch durch Coverversionen der Lieder In the Glare of Burning Churches der rechten Metalband Graveland, A Dark Dream von Veles und Triumf Nowej Ery der polnischen RAC-Band Honor – alle zu finden auf der 2008 herausgegebenen Kompilation Wszechzlodowacenie – tragen zu einem Verdichten des Verdachts bei. Des Weiteren wurde beim polnischen als neonazistisch geltenden Label Blutreinheit Productions, bei dem auch NSBM-Gruppen wie Hate Forest und Kriegsmaschine vereinzelt ihre Alben veröffentlichten, die Kompilation Raw Years 1993–95 herausgegeben.

## Diskografie
- 1994: Bogowie Zapomnienia (Demo, Eigenvertrieb, 2005 über Warkult Productions neu aufgelegt)
- 1994: An Eternal Curse of the Pagan Godz (Demo, Kassandra Promotion)
- 1996: Imperium (Album, Astral Wings Records, 2005 über Long Ago Records neu aufgelegt, 2008 über Hellfire Records)
- 1997: An Eternal Curse of the Pagan Godz (Kompilation, Folter Records)
- 1999: Zeta Reticuli: A Tale About Hatred and Total Enslavement (Album, Eigenvertrieb, 2001 über Eclipse Productions, Pussy God Records und Czerni Blask Productions neu aufgelegt, 2017 über Pest Productions)
- 2002: Nokturnal Arkonian Hordes (Album, Eclipse Productions, Hell is Here Productions)
- 2003: Konstelacja Lodu (Album, Eclipse Productions, Hell is Here Productions)
- 2004: Zrodzony Z Ognia I Lodu – Mankind's Funeral (Split-EP mit Szron, Under the Sign of Garazael Productions)
- 2005: Raw Years 1993–95 (Kompilation, Blutreinheit Productions, Under the Sign of Garazael Productions, Hell is Here Productions)
- 2005: Holokaust Zniewolonych Mas – Diabolus Perfectus – Raise the Blasphemer (Split mit Besatt und Thirst, Alles Stenar)
- 2006: W Szponach Wojennej Bestii (Split mit Moontower, Long Ago Records, 2007 über Werewolf Promotion und Hell is Here neu aufgelegt, 2011 über Act of Hate Records)
- 2008: Wszechzlodowacenie (Kompilation, Hell is Here Productions)
- 2013: Jesienne Krakowskie Zgliszcza (Split mit Aragon, Putrid Cult)
- 2013: Chaos.Ice.Fire (Album, Hellfire Records)
- 2014: Arkona – Illness (Split mit Illness, Godz ov War Productions)
- 2015: Two Decades – Live in Wrocław (Live-Album, Schattenkult Produktionen)
- 2016: Lunaris (Album, Debemur Morti Productions)
- 2019: Age of Capricorn (Album, Debemur Morti Productions)
- 2024: Stella Pandora (Album, Debemur Morti Productions)